# Comté de Broward

Carte des municipalités du comté

Le comté de Broward est un comté situé dans l'État de Floride, aux États-Unis. Sa population était de 1 623 018 habitants en 2000. Selon le recensement de 2020, la population atteignait 1 944 375 habitants. Le siège de comté est Fort Lauderdale. Ce comté fait partie de l'aire métropolitaine de Miami.
Le comté de Broward a été créé en 1915. Son nom est un hommage à Napoleon Bonaparte Broward, gouverneur de Floride entre 1905 et 1909.
La réserve indienne de Big Cypress s'étend au sud-est du comté de Hendry et au nord-ouest du comté de Broward.

## Comtés adjacents
- Comté de Palm Beach (nord)
- Comté de Miami-Dade (sud)
- Comté de Collier (ouest)
- Comté de Hendry (nord-ouest)

## Villes et localités

### Municipalités
1. Parkland
2. Coconut Creek
3. Deerfield Beach
4. Coral Springs
5. Margate
6. Pompano Beach
7. Lighthouse Point
8. Hillsboro Beach
9. Tamarac
10. North Lauderdale
11. Lauderdale-by-the-Sea
12. Sea Ranch Lakes
13. Oakland Park
14. Wilton Manors
15. Lazy Lake
16. Fort Lauderdale
17. Lauderdale Lakes
18. Lauderhill
19. Sunrise
20. Plantation
21. Weston
22. Davie
23. Dania Beach
24. Hollywood
25. Southwest Ranches
26. Cooper City
27. Pembroke Pines
28. Miramar
29. West Park
30. Pembroke Park
31. Hallandale Beach

### Localités
- Andytown (en)
- Boulevard Gardens
- Broadview Park
- Broadview-Pompano Park (en)
- Broward Estates (en)
- Chula Vista
- Franklin Park
- Godfrey Road (en)
- Hacienda Village (en)
- Hillsboro Pines
- Hillsboro Ranches (en)
- Kendall Green (en)
- Leisureville (en)
- Loch Lomond (en)
- Pine Island Ridge
- Roosevelt Gardens
- Royal Palm Ranches (en)
- St. George (en)
- Sunshine Acres (en)
- Washington Park

## Shérif du Comté de Broward: chef de la police et des pompiers
Le Broward County Sheriff's Office est indépendant du Comté. Il est dirigé par le sheriff Gregory Tony (en), élu en 2019.

## Démographie
| Groupe                           | Comté de Broward | Floride | États-Unis |
| -------------------------------- | ---------------- | ------- | ---------- |
| Blancs                           | 63,1             | 75,0    | 72,4       |
| Afro-Américains                  | 26,7             | 16,0    | 12,6       |
| Autres                           | 3,8              | 3,7     | 6,4        |
| Asiatiques                       | 3,3              | 2,4     | 4,8        |
| Métis                            | 2,9              | 2,5     | 2,9        |
| Amérindiens                      | 0,3              | 0,4     | 0,9        |
| Total                            | 100              | 100     | 100        |
|                                  |                  |         |            |
| Hispaniques et Latino-Américains | 25,1             | 22,5    | 16,7       |

Selon l'American Community Survey, pour la période 2011-2015, 61,10 % de la population âgée de plus de 5 ans déclare parler l'anglais à la maison, 24,24 % déclare parler l'espagnol, 5,79 % un créole français, 1,65 % le français, 1,32 % le portugais, 0,58 % une langue chinoise, 0,50 % l'italien et 4,82 % une autre langue.
| 1920  | 1930   | 1940   | 1950   | 1960    | 1970    |
| ----- | ------ | ------ | ------ | ------- | ------- |
| 5 135 | 20 094 | 39 794 | 83 933 | 333 946 | 620 100 |

| 1980      | 1990      | 2000      | 2010      | - | - |
| --------- | --------- | --------- | --------- | - | - |
| 1 018 200 | 1 255 488 | 1 623 018 | 1 748 066 | - | - |